# Neohydnobius argentinicus
Neohydnobius argentinicus – gatunek chrząszcza z rodziny grzybinkowatych i podrodziny Leiodinae.
Gatunek ten opisany został po raz pierwszy w 1964 roku przez Josefa Hlisnikovskiego na łamach „Annales Historico-Naturales Musei Nationalis Hungarici”.
Chrząszcz o ciele długości około 2,3 mm. Głowa ma brązowe ubarwienie i niezmodyfikowaną, pozbawioną wykrojenia wargę górną. Przedplecze jest również brązowe, pokryte poprzeczną, dobrze zaznaczoną mikrorzeźbą. Punktowanie na brązowej barwy pokrywach rozmieszczone jest w wyraźnych, prostych rzędach podłużnych. Odnóża mają na goleniach drobne kolce. U obu płci stopy przedniej pary mają pięć, a pozostałych par cztery człony. Genitalia samca cechuje edeagus o szerokim, nieprzekraczającym szczytów paramer, na wierzchołku szeroko ściętym płacie środkowym.
Owad neotropikalny, znany z Argentyny i Chile.